# United States Secret Service
För andra betydelser, se Secret Service.
United States Secret Service (förkortning: USSS) är en amerikansk federal polisorganisation med ansvar för presidentens och vicepresidentens livvaktsskydd samt för att bekämpa falskmynteri.
U.S. Secret Service var ursprungligen en avdelning inom USA:s finansdepartement, men sedan 2003 ingår USSS som en del av USA:s inrikessäkerhetsdepartement.

## Historia

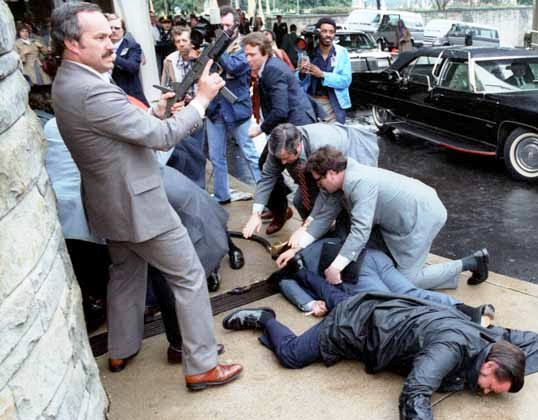
Specialagent från Secret Service med draget vapen efter attentatet mot Ronald Reagan, 30 mars 1981.

Secret Service inrättades 1865 och hade då till uppgift att bekämpa förfalskningen av den amerikanska valutan. Det var därför som Secret Service löd under finansdepartementet. Eftersom det då inte fanns någon federal polis fick Secret Service sköta andra polisiära uppgifter, från att utreda mord till att motarbeta dobbel och spel. De flesta av dessa uppgifter togs senare över av föregångaren till dagens FBI, BOI, som grundades 1908. Livvaktskydd är en uppgift som Secret Service har kvar. År 1894 började Secret Service informellt att beskydda den sittande presidenten Grover Cleveland. Efter mordet på den amerikanske presidenten William McKinley 1901 begärde USA:s kongress formellt att Secret Service skulle svara för skyddet av presidenten. Ett år senare fick Secret Service ansvar för heltidsbevakning av presidenten. 
Mordet på John F. Kennedy i Dallas 22 november 1963 fick stora konsekvenser för Secret Service och sågs som ett stort misslyckande. Efter att Warrenkommissionen publicerade  sina slutsater i september 1964 fick Secret Service genomföra stora förändringar av sin verksamhet och sina säkerhetsrutiner.
Efter mordet 1968 på presidentkandidaten Robert Kennedy godkände kongressen beskydd för vissa president- och vicepresidentkandidater. Kongressen godkände också beskydd för presidentänkor tills de dog eller gifte om sig. Deras barn fick beskydd tills de fyllde 16. År 1994 godkände Kongressen en lag som innebär att presidenter som blev valda efter 1 januari 1997 skulle få beskydd i tio år efter att de lämnat ämbetet. Efter attentatet i New York och Washington D.C den 11 september 2001 resonerades om man åter skulle införa livstidsbeskydd för tidigare presidenter.  Sedan 2003 lyder Secret Service under USA:s departement för inrikes säkerhet (Homeland Security) efter att tidigare tillhört finansdepartementet sedan 1865. Den 10 januari 2013 skrev president Barack Obama under en ny lag som åter gav honom, George W. Bush och alla tidigare presidenter rätt till livstidsskydd.

## Uppdrag

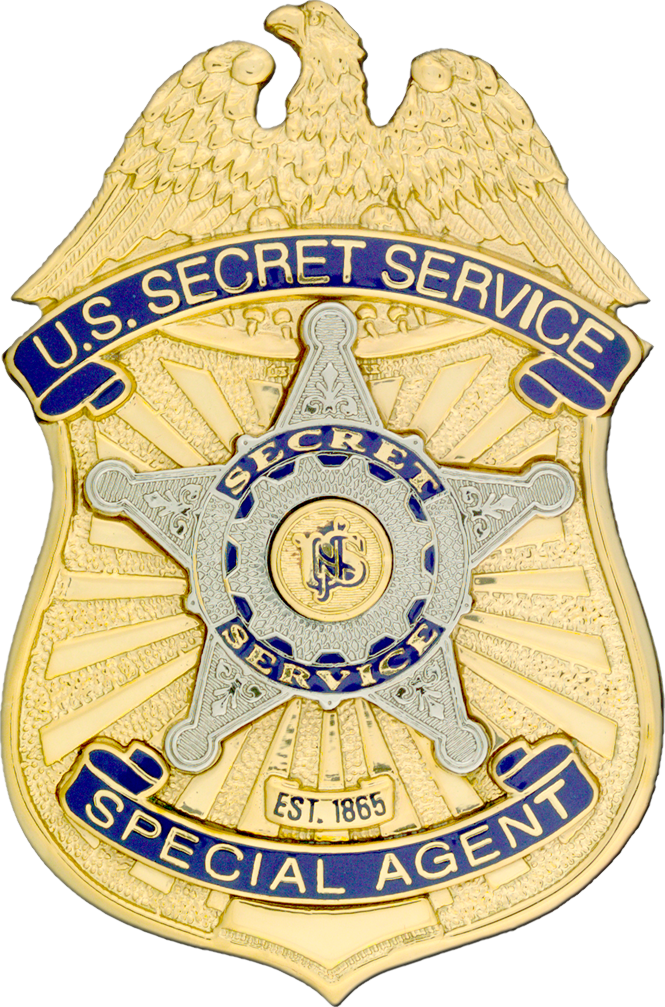
Bricka för en specialagent inom USSS.

Secret Service har ansvar för att bekämpa falskmynteri och för att beskydda presidenten, vicepresidenten, dessas närmast anhöriga, före detta presidenter och deras barn, samt vissa kandidater till president- och vicepresidentämbetena. Secret Service har även till uppgift att beskydda utländska stats- och regeringschefer på besök i USA.
Secret Services avdelning för presidentbeskydd garanterar personskydd för USA:s president och dennes närmaste. Den är tungt beväpnad och samarbetar med lokala polismyndigheter och USA:s försvarsdepartement (logistik och transporter) för att garantera presidentens säkerhet när han är ute och reser. Fastän detta är den mest synliga arbetsuppgiften för Secret Service, är personbeskydd bara en del av en enhet som är specialiserad på bedrägerier och penningförfalskning. Anledningen till detta var att när frågan om presidentbeskydd fördes på tal, var det inte många federala ämbetsverk som klarade kraven för detta.

## Personal

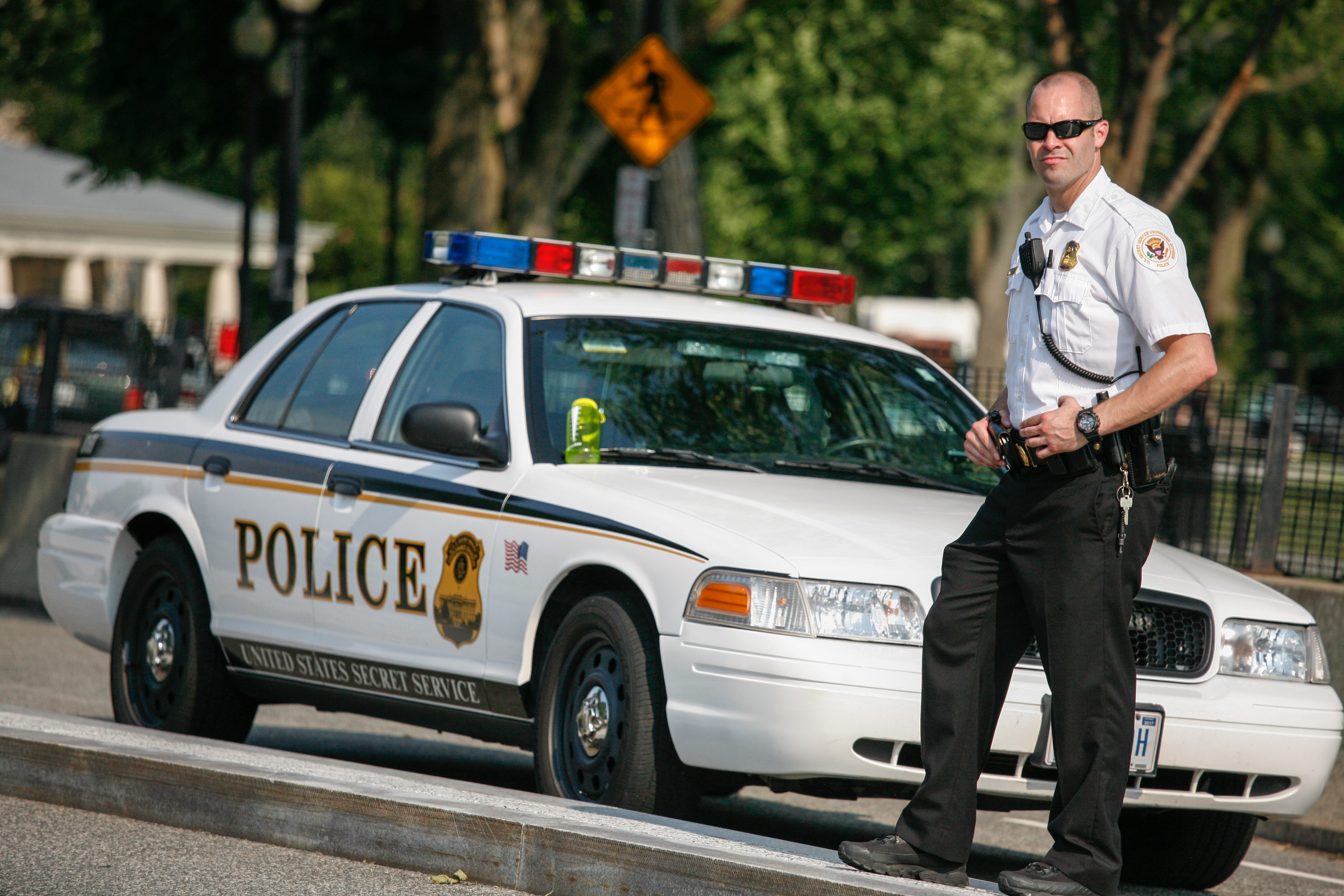
Polisman och polisfordon från U.S. Secret Services uniformerade avdelning utanför Vita huset 2012.

Secret Service har ungefär 6 500 anställda: 3 200 specialagenter, 1 300 inom den uniformerade avdelningen samt 2 000 tekniker och administrativ personal. 
Specialagenterna är de som arbetar som livvakter och som även undersöker penningbedrägerier. Uniformerade polisanställda ansvarar för yttre säkerhet för Vita huset, Number One Observatory Circle, fordonskonvojer, utländska beskickningar i USA och vissa andra byggnader.
För specialagenter krävs en akademisk examen och godkända resultat på Treasury Enforcement Agent Examination och en skriftlig uppgift samt godkänd säkerhetsprövning. Urvalet bland de godkända kandidaterna sker genom en rad djupintervjuer. För den uniformerade avdelningen krävs godkända resultat på Police Officer Selection Test samt godkänd säkerhetsprövning. Urvalet bland de godkända kandidaterna sker genom djupintervjuer. Specialagenter grundutbildas som brottmålsutredare vid Federal Law Enforcement Training Center (FLETC) och genomgår därefter grundläggande specialagentsutbildning vid James J. Rowley Training Center (JJRTC). De som tillhör den uniformerade avdelningen genomgår grundläggande polisutbildning vid FLETC och grundläggande Secret Service-utbildning vid JJRTC.

### Counter Assault Team

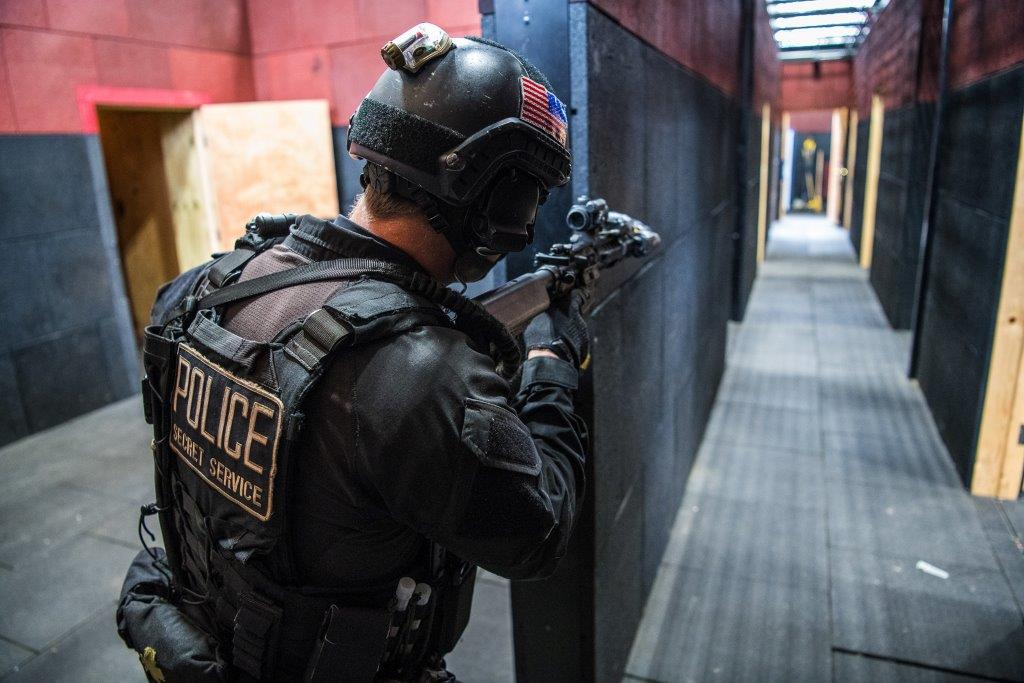
Operatör i CAT under övning 2018 vid Rowley Training Center i Maryland.

Counter Assault Team (CAT) är en SWAT-trupp inom Secret Service. De utgör en tungt beväpnad styrka på fem agenter i som medföljer i presidentens fordonskonvojer. Deras uppgift är att neutralisera organiserade och väpnade attacker mot presidenten. Deras tilltänkta uppgift vid en eventuell attack mot presidenten är att stanna kvar på attentatsplatsen och göra en motstöt mot den angripande parten. Under tiden som det är tänkt att de vanliga Secret Service agenterna ska få tid att evakuera presidenten.